# Nguyễn Văn Vĩnh
Nguyễn Văn Vĩnh (* 1882 in Hanoi, Kaiserreich Vietnam; † 1936) war ein vietnamesischer Journalist und Publizist in Französisch-Indochina. Er war der Gründer der ersten Zeitung in moderner vietnamesischer Schrift in Hanoi und fungierte als Herausgeber und Journalist mit politischem und kulturellem Anspruch. Er vertrat gegenüber der Kolonialmacht eine Linie der Kooperation, da er sich durch den Kolonialismus eine Demokratisierung versprach.

## Herkunft und Werdegang
Nguyen Van Vinh wurde im Distrikt Ha Dong der Stadt Hanoi geboren. Er besuchte die Übersetzerschule der Kolonialbehörden in seiner Heimatstadt. Danach war er für die Kolonialverwaltung in Lao Cai, Hải Phòng, Bac Ninh und Hanoi selbst tätig.

## Berufliche Tätigkeit

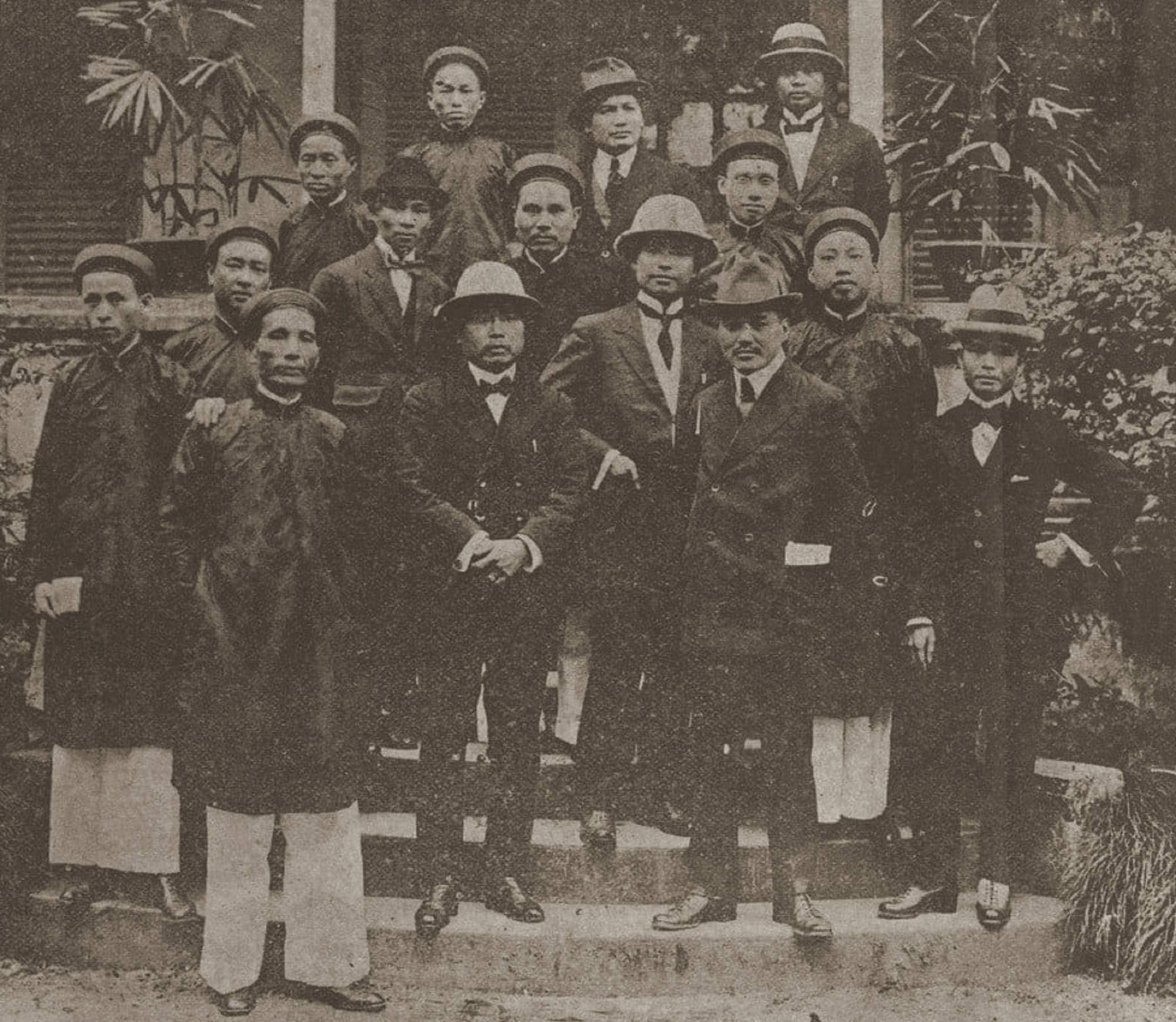
Nguyễn Văn Vĩnh, Nguyễn Chánh Sắt, Phạm Quỳnh und Redakteure in Vĩnhs Haus (Hôtel des Colonies, Hanoi) in 1920.

Nguyen Van Vinh war Gründer und Herausgeber der Zeitung Dong Duong Tap Chi (Indochina Revue) im Jahr 1913. Ein Teil der mit den Kolonialbehörden zusammenarbeitenden Presse wurde gefördert durch den Generalgouverneur Albert Sarraut. Nguyen Van Vinh sah als wichtigstes Instrument der Modernisierung die flächendeckende Verbreitung der latinisierten modernen vietnamesischen Schrift. Seine Zeitung diente auch als Veröffentlichungsort des modernen vietnamesischen Literaten Tản Đà. Die französischen Kolonialbehörden finanzierten sie, da sie aufgrund der Xinhai-Revolution in China eine republikanisch-antikoloniale Bewegung fürchteten. Um dieser vorzubeugen, versuchten sie pro-französische Republikaner wie Nguyen Van Vinh zu fördern.
Im weiteren Verlauf seiner Herausgebertätigkeit gründete er weitere Zeitungen, nämlich die vietnamesischsprachige Trung Bac Tan Van (Nachrichten aus Annam und Tonkin) und die französischsprachige Annam nouveau.
Er machte sich um Erstübersetzungen traditioneller vietnamesischer Werke in die moderne Schrift verdient. So übersetzte er Die Geschichte der Kiều und Die Geschichte der Drei Reiche ins moderne Vietnamesisch. Ebenso übersetzte er westliche Werke wie Gullivers Reisen und Die Elenden.
Während des Ersten Weltkriegs diente Nguyen Van Vinh als Übersetzer für vietnamesische Truppenverbände und Arbeiter am europäischen Kriegsschauplatz.
Er befürwortete die Errichtung einer Indochinesischen Union mit republikanischer Verfassung anstatt der indirekten Herrschaft der Nguyen-Dynastie und der Kolonialbehörden. Ngyuen Vanh Vinh setzte jedoch voraus, dass der Kolonialstaat in diesem Kontext auch für die Einheimischen demokratisiert werden müsse. Dies führte zu einer öffentlich geführten Debatte über die Medien mit dem monarchistischen Premierminister Phạm Quỳnh.